# Anne Ramsey
Anne Ramsey, född Mobley, född 1 september 1929 i Omaha i Nebraska, död 11 augusti 1988 i Los Angeles i Kalifornien, var en amerikansk skådespelerska.

## Biografi

### Uppväxt
Anne Ramsey föddes som Anne Mobley i Omaha i Nebraska, dotter till Eleanor (född Smith), en före detta ekonomiansvarig för Girl Scouts of the USA, och Nathan Mobley, en försäkringschef. Hennes mor var en ättling till pilgrimen William Brewster, och syster till USA:s ambassadör David S. Smith. Ramsey växte upp i Great Neck i New York och Greenwich i Connecticut. Hon gick på Bennington College, där hon blev intresserad av teater. Hon medverkade i flera Broadwayproduktioner under 1950 och gifte sig med skådespelaren Logan Ramsey 1954. De flyttade till Philadelphia där de startade Theatre of the Living Arts. 

### Karriär
På 1970-talet började Anne Ramsey en framgångsrik karriär i Hollywood som karaktärsskådespelare och dök upp i TV-program som Lilla huset på prärien, Wonder Woman och Brottsplats: San Francisco. Hon sågs med sin man i sju filmer, inklusive hennes första, The Sporting Club (1971), och hennes sista, Meet the Hollowheads (1989). 
År 1988 nominerades Ramsey till en Oscar och en Golden Globe för Bästa kvinnliga biroll, för sin insats i Släng morsan av tåget (1987), med Billy Crystal och Danny DeVito, men vann däremot sin andra Saturn Award för bästa kvinnliga biroll. Den första fick hon för sin insats i Goonies – Dödskallegänget. 
I februari 1988 gästspelade hon i ett avsnitt av Alf, som sändes sex månader före hennes död.

### Död
Ramseys något sluddriga tal, som blev lite av ett varumärke i hennes senare föreställningar, orsakades delvis av att hon fått en del av hennes tunga och käke bortopererad 1984 på grund av matstrupscancer. Cancern återvände 1988 och hon dog i augusti på Motion Picture & Television Country House and Hospital i Woodland Hills i Los Angeles.

## Filmografi

### Filmer
| År   | Titel                               | Roll                | Notering |
| ---- | ----------------------------------- | ------------------- | --- |
| 1971 | The Sporting Club                   | Scotts fru          | |
| 1972 | The New Centurions                  | Fru med galen man   | Okrediterad |
| 1972 | Up the Sandbox                      | Battleaxe           | |
| 1973 | The Third Girl from the Left        | Madelaine           | TV-film |
| 1974 | Noshörningen                        | Kvinna med katt     | |
| 1974 | Nä, dra åt skogen!                  | Telefonkvinna       | |
| 1974 | The Law                             | Eleanor Bleisch     | TV-film |
| 1976 | Dödligt levande                     | Massiv kvinna       | |
| 1976 | Dawn: Portrait of a Teenage Runaway | Bibliotekarie       | TV-film |
| 1976 | The Boy in the Plastic Bubble       | Rachel              | TV-film |
| 1977 | Vad sägs om ett litet rån?          | Arbetssökande       | |
| 1978 | Häng inte här Henry Moon            | Spinster #2         | |
| 1978 | The Gift of Love                    | Maeve O'Hollaran    | TV-film |
| 1979 | Red Ryder, född död                 | Rhea Childress      | |
| 1980 | The Black Marble                    | Bessie Callahan     | |
| 1980 | White Mama                          | Heavy Charm         | TV-film |
| 1980 | Nu fightas vi igen                  | Loretta Quince      | |
| 1981 | A Small Killing                     | Doris               | TV-film |
| 1982 | Marian Rose White                   | Lärare              | |
| 1982 | Skruvarna är lösa                   | Mrs. Tabazooski     | |
| 1983 | I Want to Live!                     | Matron              | TV-film |
| 1983 | Herndon                             | Miss Helter         | TV-film |
| 1984 | The Killers                         | Första mattväljaren | |
| 1984 | The Seduction of Gina               | Kvinna på buss      | TV-film |
| 1984 | Getting Physical                    | Dam på polisstation | TV-film |
| 1985 | Goonies – Dödskallegänget           | Mama Fratelli       | Saturn Award för bästa kvinnliga biroll |
| 1986 | Say Yes                             | Major               | |
| 1986 | Deadly Friend                       | Elvira Parker       | |
| 1987 | Love at Stake                       | Gammal häxa         | |
| 1987 | Weeds                               | Mom Umstetter       | |
| 1987 | Släng morsan av tåget               | Momma               | Saturn Award för bästa kvinnliga biroll Nominerad — Oscar för bästa kvinnliga biroll Nominerad — Golden Globe Award för bästa kvinnliga biroll – Film |
| 1988 | Dr. Hackenstein                     | Ruby Rhodes         | |
| 1988 | Spökenas hämnd                      | Kvinna i skydd      | |
| 1989 | Another Chance                      | Ledardam            | |
| 1989 | Homer and Eddie                     | Edna                | |
| 1989 | Meet the Hollowheads                | Babbleaxe           | |

### TV-serier
| År   | Titel                      | Roll                | Notering                                          |
| ---- | -------------------------- | ------------------- | ------------------------------------------------- |
| 1972 | Brottsplats: San Francisco | Motellägare         | Avsnitt: "Riddle Me Death"                        |
| 1972 | Banyon                     | Mrs. Hendricks      | Avsnitt: "Just Once"                              |
| 1975 | Wonder Woman               | Taxichaufför        | Avsnitt: "The New Original Wonder Woman"          |
| 1976 | Mary Hartman, Mary Hartman | Syster Bernadette   | Avsnitt: "1.24"                                   |
| 1976 | Delvecchio                 | Mrs. Bellows        | Avsnitt: "The Silent Prey"                        |
| 1977 | Wonder Woman               | Connie              | Avsnitt: "Mind Stealers from Outer Space: Part 1" |
| 1978 | Lilla huset på prärien     | Mrs. Schiller       | Avsnitt: "As Long As We're Together: Part 1"      |
| 1978 | ABC Afterschool Specials   | Sjuksköterska       | Avsnitt: "A Home Run for Love"                    |
| 1979 | Laverne and Shirley        | Dam                 | Avsnitt: "Fire Show"                              |
| 1982 | Laverne and Shirley        | Mördare             | Avsnitt: "Death Row: Part 2"                      |
| 1983 | Three's Company            | Kvinna vid bankomat | Avsnitt: "The Money Machine"                      |
| 1984 | Mord och inga visor        | Kvinna med väska    | Avsnitt: "The Murder of Sherlock Holmes"          |
| 1984 | Fem i familjen             | Mrs. Warfield       | Avsnitt: "Help Wanted"                            |
| 1985 | Spanarna på Hill Street    | Mrs. Scalisi        | Avsnitt: "Blues in the Night"                     |
| 1985 | Night Court                | Edna Sneer          | Avsnitt: "Halloween, Too"                         |
| 1986 | Knight Rider               | Vakt                | Avsnitt: "Killer K.I.T.T."                        |
| 1988 | Alf                        | Ethel Buttonwood    | Avsnitt: "You Ain't Nothin' but a Hound Dog"      |